# Eugen Meyer-Peter
Eugen Meyer-Peter (Herisau, 25 de fevereiro de 1883 – Zurique, 18 de junho de 1969) foi um engenheiro hidráulico suíço.

## Vida
Filho do comerciante Ernst Meyer e de Lucy Freund. Em 1909 casou com Germaine Peter, filha de Gioacchino Peter, comerciante em Istambul. Passou a juventude em Herisau (Cantão de Appenzell Exterior) e frequentou a Kantonsschule em St. Gallen. De 1901 a 1905 estudou engenharia civil no Instituto Federal de Tecnologia de Zurique (ETH Zürich).
Trabalhou então contratado na empresa de Conradin Zschokke. Trabalhou na empresa C. Zschokke de 1905 a 1920. Trabalhou depois na construção do porto de Dieppe, na Central Elétrica de Augst-Wyhlen no rio Reno, na central elétrica do rio Albula e na central elétrica Aare em Beznau. De 1909 a 1917 foi o responsável pela construção do porto em Veneza e a partir de 1918 foi chefe dos escritórios técnicos da Zschokke AG em Genebra.
Em 1920 foi nomeado professor da ETH Zürich, onde trabalhou como professor titular de engenharia hidráulica até 1952. Seu projeto de um instituto de pesquisa em engenharia hidráulica foi aprovado em 1924 e realizado com a ajuda de doações. O comissionamento ocorreu em 1930. Em 1935 um departamento de mecânica dos solos e engenharia de fundações foi adicionado ao instituto de pesquisa de engenharia hidráulica e, em 1938, um laboratório de construção. Seguiram em 1941 por um departamento de hidrologia e glaciologia e, de 1936 a 1945, um centro de consultoria para tratamento de águas residuais e abastecimento de água potável.
Além de pesquisas fundamentais no campo da hidráulica de canais e, em particular, do movimento de sedimentos, realizou numerosos testes de modelos hidráulicos para projetos de engenharia hidráulica e foi avaliador de sistemas fluviais e de usinas de energia de alto desempenho. A partir de 1931 Meyer-Peter desempenhou um papel fundamental na Comissão Federal para Pesquisa de Neve e Avalanche. Foi um dos fundadores do WSL-Institut für Schnee- und Lawinenforschung SLF em Davos. Em 1935 foi co-fundador da International Association for Hydraulic Research.
Recebeu um doutorado honorário em 1933 da Universidade de Zurique e em 1950 da Universidade Grenoble-Alpes. Em 1952 encerrou as atividades docentes e em 1953 também a gestão do instituto de pesquisa.
Meyer-Peter ficou conhecido como pesquisador por sua fórmula de cálculo do transporte de carga no leito dos rios, a chamada fórmula de Meyer-Peyer. Esta é aplicado a grãos de areia e cascalho em leitos de rios, por exemplo. Ele e seus colegas, em particular Hans Albert Einstein, Henry Favre e Robert Müller, aprenderam o básico a partir de vários testes de laboratório e medições de campo. Foi relatado várias vezes sobre este trabalho. Lit .: 192, 234, 235.